# 이주일 (군인)
이주일(李周一, 1918년 11월 14일 ~ 2002년 1월 28일)은 일제강점기와 대한민국의 군인, 정치인이다. 박정희, 김종필, 장도영 등과 함께 5·16 군사 정변을 주동하였으며, 군사혁명위원회 위원과 국가재건최고회의 제2대 부의장 등을 역임하였고, 감사원 원장도 지냈다. 함경북도 출신이다. 본관은 공주(公州).

## 생애
함경북도 경성군 출신이다. 만주의 신경군관학교와 일본육군사관학교를 졸업하고 만주군 장교로 복무했다. 이주일은 박정희의 신경군관학교 1년 선배였으며, 광복 시점까지 만주군 제8단에서 박정희, 신현준, 방원철과 함께 근무했다.
이주일이 중위 계급에 있을 때 일본이 태평양 전쟁에서 패망하자 박정희와 함께 베이징의 광복군을 거쳐 대한민국으로 왔다.
1946년 조선경비사관학교(육군사관학교의 전신)를 특별 7기에 입교하여 4개월만에 졸업하고 육군 소위로 임관했다.
1949년 박정희가 좌익 혐의로 체포되어 무기징역을 선고받았을 때, 이주일도 무기징역을 구형받았으나 무죄로 풀려났다. 재판 기록에 따르면, 당시 대위이던 이주일은 박정희의 권유로 남로당에 입당했으며, 대한민국 국군에 입대할 때도 박정희의 주선이 있었던 것으로 되어 있다.
1950년 6월 한국 전쟁이 발발하자 참전하였으며, 제28연대장이 되었다.
1952년 10월에는 제9보병사단 정면으로 공격하기 위해 포진한 중공군 제38군 예하 113, 114 보병사단의 예비 부대로 제112보병사단이 후방에 대기 중이었다. 이를 간파한 김종오 소장은 1952년 9월 22일 좌측 전방의 395 고지에 임익순 대령의 제30보병연대, 우측 전방에는 김봉철 대령의 제29보병연대를 전개시키고 그에게도 연락을 취해 제28보병연대를 예비 부대로 하여 유사시 양 연대를 지원하도록 하였다. 이후 김종오 장군 등과 함께 중공군을 육탄으로 대결하여 승전으로 이끌기도 하였다.
1961년 제2군사령부 참모장으로 5·16 군사 정변에 참여하였고, 군정 시기 국가재건최고회의 재정경제위원장과 부의장, 제3공화국 감사원장 등 요직을 거쳤다. 5ㆍ16에 가담한 함경도 출신 인사들은 반혁명 사건을 통해 대부분 숙청되었으나 이주일은 박정희와의 오랜 친분관계 덕에 숙청되지 않고 살아남았다.
최고회의 위원으로 재직 중 1963년 12월 대한민국 육군 대장으로 1계급 특진과 동시에 예편하였다.
제3공화국이 출범하고 국가재건최고회의가 해산되면서 그는 민주공화당에 입당하였으며, 감사원장을 지내기도 했다. 1980년 정계를 은퇴한 이후에는 시민사회단체와 우익 단체에서 활약하였다.
사후 만주군 장교 경력으로 인해 2008년 발표된 민족문제연구소의 친일인명사전 수록예정자 명단 중 군 부문에 포함되었다.

## '해방 후 광복군'과 박정희 비밀공작원설
박정희가 만주군에 있을 당시 비밀리에 광복군 활동을 했다는 설이 있으나, 박정희와 함께 근무했던 신현준이 광복군의 존재 자체를 광복 후 베이징으로 이동할 때까지 전혀 모르고 있었다. 보병8단 시절 광복군과 비밀리에 관련을 맺었다는 것은 사실무근이다"고 증언한 바 있다. 신현준의 증언은 박정희 비밀광복군설에 대한 중요한 반박의 근거로 사용되고 있다.
해방 직후 북경에는 광복군 출신, 학도병 출신 등 수많은 조선 청년들이 집결하였다. 그 숫자가 대략 400여 명에 달했는데 만주군 대위 출신은 신현준과 중위 출신의 박정희 전 대통령도 있었다. 임시정부는 동북반사처(辦事處) 최용덕 처장을 보내 이들에게 임시거처를 마련해주었다. 그러고는 이들을 임시로 김학규 광복군 3지대장 휘하로 편입시켰다. 이때 신현준과 박정희는 만주군 장교 경력을 인정받아 3지대 1대대장과 2중대장을 각각 맡았다. 이들은 모두 '해방 후 광복군'이다.
박정희처럼 고등교육을 받은 일본군 장교는 “(세력 확장을 위해) 일본군 출신 조선인들을 광복군에 적극 편입한다”는 한국독립당의 방침에 따라 광복군에 적극 편입됐다. 염인호 서울시립대 교수(사학)가 쓴 논문 ‘해방 후 한국독립당의 중국 관내지방에서의 광복군 확군활동’을 보면, ‘박정희처럼 해방 이후 확군된 병사의 수는 베이징 1300여명, 난징 800여명, 상하이 1300여명 등’인 것으로 나타난다.
박정희가 소속된 광복군 부대는 아마도 북평잠편지대일 것으로 보이는데, 일부 증언에는 제3지대 주평진대대(駐平津大隊)라고도 한다. 평진이란 북평과 천진에서 따온 말이다. 이 부대의 대대장은 박정희와 같이 근무한 신현준이었고 신현준은 광복군의 존재를 해방 이전에는 알지 못했다고 회고했다. 이 부대는 실제 광복군 부대라기보다 해방이라는 급격한 상황 변화에 따라 광복군이 세불리기 차원에서 부대 명칭을 부여한 것으로, 사실상 일종의 포로수용부대였다. 이들 부대를 관리한 중국쪽 기관이 부로관리처(俘虜管理處)인 것도 이를 증명한다.
이게 박정희가 일제 패망 이전에 광복군 비밀요원이었다는 식으로 기술한 소설 <광복군>(저자 박영만)의 근거로 활용됐다. 그러나 이는 사실이 아니다. 증언자는 이용(李龍), 해방 전엔 이집용(李集龍)이었다. 간도특설대에 대해 제대로 증언한 유일한 사람이었다. 박정희·신현준이 광복군 김학규 장군에게서 “적당한 시기에 일본군을 공격하라”는 명령을 받고 1945년 7월에 베이징에서 다시 철석부대로 돌아오는 등 비밀광복군이었다는 얘기는 거짓말이라는 것이다.
소설광복군에 근거하여 많은 가짜 정보들이 유통되었다. 육군본부가 발간한 '창군전사', 장창국이 출간한 '육사 졸업생'에도 등장한다.
‘만주에 있던 장교들은 그들대로의 지하조직이 있었다. 박정희, 신현준, 이주일 등은 광복군 제3지대의 비밀 광복군으로서 거사 직전에 해방을 맞이했다.’ (육군본부 발간 ‘창군전사’ 265쪽)
창군전사 말고도 박정희를 비밀 광복군으로 묘사한 책은 더 있다. 박정희 정권에서 합참의장, 국회의원을 지낸 장창국(전 합참의장, 작고)씨가 1984년 <육사졸업생>이란 책에서 '광복군 비밀요원설'을 주장하면서 확산되기 시작했다. 당시 장씨는 책에서 "신태양악극단이 '철석부대'로 위문갔을 때 이 악극단의 잡역부로 위장한 비밀광복군 이용기가 박정희와 접촉, 그를 비밀광복군으로 만들었다"고 썼다.
그러나 이는 모두 날조된 것이다. 부대장의 이름을 따 일명 '철석부대'로 불린 이 부대는 1939년 명월구에서 조선인 독립대대로 출발한 부대로 박정희는 이 부대에 간 적이 없다. 철석부대 출신인 박창암(육군 준장 예편, 작고)씨, 송석하(육군 소장 예편, 작고)씨 등은 생전에 "박정희는 철석부대 문전에도 가본 적이 없다"고 증언한 바 있다.
또 '신태양 악극단' 단장을 지낸 작곡가 손목인(작고)씨는 생전에 "더러 군대 위문도 갔지만 철석부대는 들어본 일이 없고, 이용기라는 이름도 기억나지 않는다"고 증언했다. 또 단원이었던 가수 신카나리아씨와 영화배우 황해씨 등도 지난 97년 "이용기라는 이름은 기억에 없다"고 증언한 바 있다.
박정희와 8단에 같이 근무했던 방원철(육군대령 예편, 작고)씨는 "8단 시절 연예인이 부대로 위문온 적이 없었다"며 "박정희는 8단 부임 이후 반벽산(단 본부 소재지)을 떠난 적이 단 한번도 없었다"고 증언했다.
광복군 출신인 장준하는 1967년 대선에 맞추어 나온 소설 <광복군>(저자 박영만)에 격분한다. 친일파 박정희 대통령을 비밀광복군으로 둔갑시켰기 때문이었다. 1967년도 당시에 야당 대통령 후보 윤보선을 지지하며 전국을 돌아다니면서 줄기차게 비판한다. 고상만의 ‘중정이 기록한 장준하’ 책에도 그 이야기가 언급돼 있다. ‘지금 현재 일각에서 박정희 후보가 광복군이라고 하면서 써놓은 책이 있는데 이것은 전부 다 거짓말이다. 내가 광복군이기 때문에 정확히 안다. 그는 당시에 만주에서 일본군 장교로 있었다.’ 이같은 언급에 대해서 당시 중앙정보부가 중요상황 보고로 장준하의 발언을 일일이 기록했다.
또 당시 정황을 비교적 잘 아는 김승곤 전 광복회장은 “박영만은 청와대에서 돈을 받을 줄 알고 ‘광복군’을 썼는데, 내용을 훑어본 박 대통령은 ‘내가 어디 광복군이냐. 누가 이 따위 책을 쓰라고 했냐’며 화를 냈고, 결국 박영만은 돈 한푼 못 받고 거창하게 준비한 출판기념회도 치르지 못했다”고 증언했다.
소설 광복군이 출간될 당시 중앙정보부에 근무한 이종찬 전 국회의원의 증언이다. “이건 내가 실제로 겪은 것으로 1967~68년 중앙정보부에 ‘<광복군>(저자 박영만) 책을 모두 거둬들이라’는 지시가 내려왔다. 어렵게 책을 수거해 봤더니 ‘박정희가 광복군 활동을 했다’는 내용이었다. 박 대통령이 그것을 읽고 ‘이런 거짓말을 해선 안된다. 해방 후 김학규 광복군 3지대장이 만주에 있던 한국 국적 군인을 모았다. 그때 잠시 구대장으로 사병을 모아 훈련시킨 적이 있다. 이것은 해방 이후로 내가 장준하나 김준엽처럼 일제때 독립군을 했다는 것은 말이 안된다. 그래서 책을 거두어들이라고 했다’는 것이다.”
박정희가 '해방후 광복군'이기는커녕 길거리를 배회하던 그를 체포해서 국내로 송환했다는 자료도 있다. 김홍신의 홈페이지 '박정희 광복군편입은 허위날조'에 따르면 광복군 출신의 항일투사 이재현(이형진의 부친)은 북평 판사처 주임(광복군 소령/지역 사령관)이었다. 일제가 패망하자 박정희가 속한 만주군 8단이 해체되고 베이징으로 나와 길거리를 배회하던 박정희를 잡아 들여 한국으로 송환한 책임자가 이재현이라고 한다. 당시 북평 판사처의 임무는 재 중국동포와 한국 국적의 일본군들을 본국으로 송환하는 것이 임무였다. 일본군 출신이 너무 많아 군의 편제가 필요하여 신현준 일본군 대위를 대대장으로 이주일과 박정희 일본군 중위를 중대장으로 하여 통솔케 하고 본국으로 송환하였던 것뿐이다. 박정희가 광복군 3지대에 편입되었다는 주장은 틀렸다는 것이다. 이 내용은 전 정보원장인 이종찬 씨가 2004년 8월 26일 중앙일보에 투고한 글에 대한 반박을 위해 쓴 글이었다.

## 학력
- 신경군관학교 졸업 (제1회)[14]
- 1943년 : 일본육군사관학교 졸업
- 1948년 : 대한민국 육군사관학교 졸업 (특별 7기)
- 1951년: 대한민국 육군보병학교 졸업
- 1953년 : 대한민국 육군대학교 졸업

## 약력
- 1954년 : 사단장
- 1959년 : 군사참모장
- 1961년 : 국가재건최고회의 재경위원장, 부의장
- 1962년 : 대한올림픽위원회 위원장 겸 대한체육회 회장
- 1963년 : 대장 예편
- 1964년 : 감사원장
- 1974년 : 함북장학회 이사장
- 1978년 : 재경군인회 고문
- 1985년 : 대한체육회 고문

## 같이 보기
| - 한국 전쟁 - 5·16 군사 정변 - 국가재건최고회의 - 박정희 - 장도영 - 김종필 - 박태준 - 백선엽 - 박창암 - 송요찬 - 이후락 - 이낙선 - 박창암 | - 제2공화국 - 제3공화국 - 제4공화국 - 윤보선 - 여운홍 - 정구영 - 곽상훈 - 육영수 - 임영신 - 임병직 - 장면 - 전두환 - 정일형 - 최규하 | - 유원식 - 윤치영 - 박종규 - 김홍일 - 김신 - 차지철 - 최서면 - 전두환 - 채명신 - 이회창 |

## 참고 자료
- 이주일(李周一) -  한국행정연구원
- “이주일 前 감사원장 별세”. 한국일보. 2002년 1월 31일. 29면면. 2016년 3월 10일에 원본 문서에서 보존된 문서. 2008년 3월 20일에 확인함.
- 한홍구 (2002년 10월 23일). “기회주의 청년 박정희!”. 한겨레21. 2005년 4월 16일에 원본 문서에서 보존된 문서. 2008년 2월 27일에 확인함.
- “監査院長에 李周一씨를 承認” (PDF). 경향신문. 1964년 2월 18일. 1면면. 2016년 3월 8일에 원본 문서 (PDF)에서 보존된 문서. 2008년 3월 29일에 확인함.